# 426 до н. е.

## Померли
- Архідам II — цар Спарти з роду Проклідів.
- Као-ван